# تانیا پوتیاینن
تانیا پوتیاینن (فنلاندی: Tanja Poutiainen; ۶ آوریل ۱۹۸۰) اسکی‌باز آلپاین اهل فنلاند بود.